# Kæmpeturako
Kæmpeturako (latin: Corythaeola cristata) er en turako, der lever i lavlandsskovene i det vestlige og centrale Afrika.